# Високопродуктивні насадження сосни звичайної (пам'ятка природи)

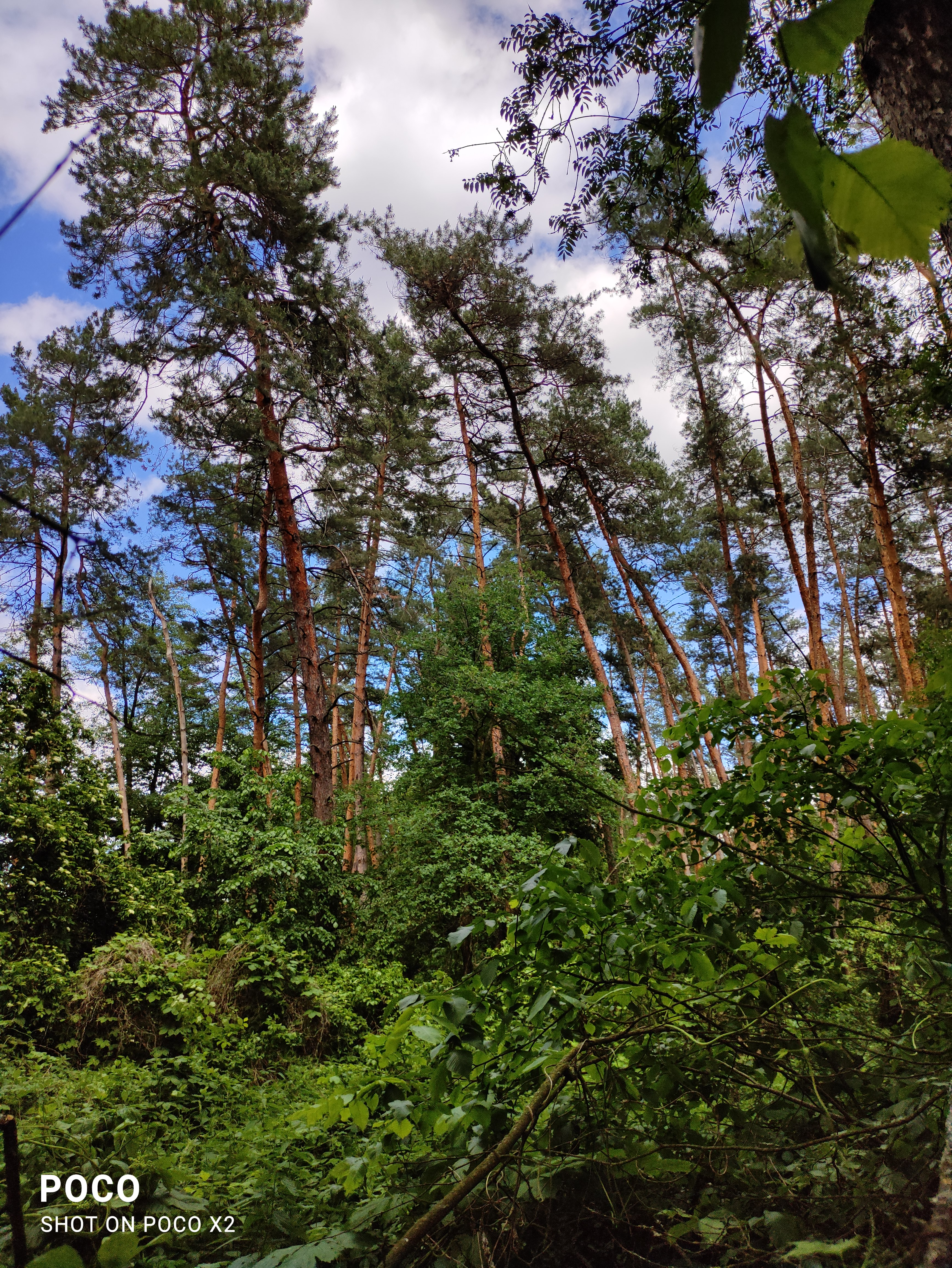
Високопродуктивні насадження сосни звичайної

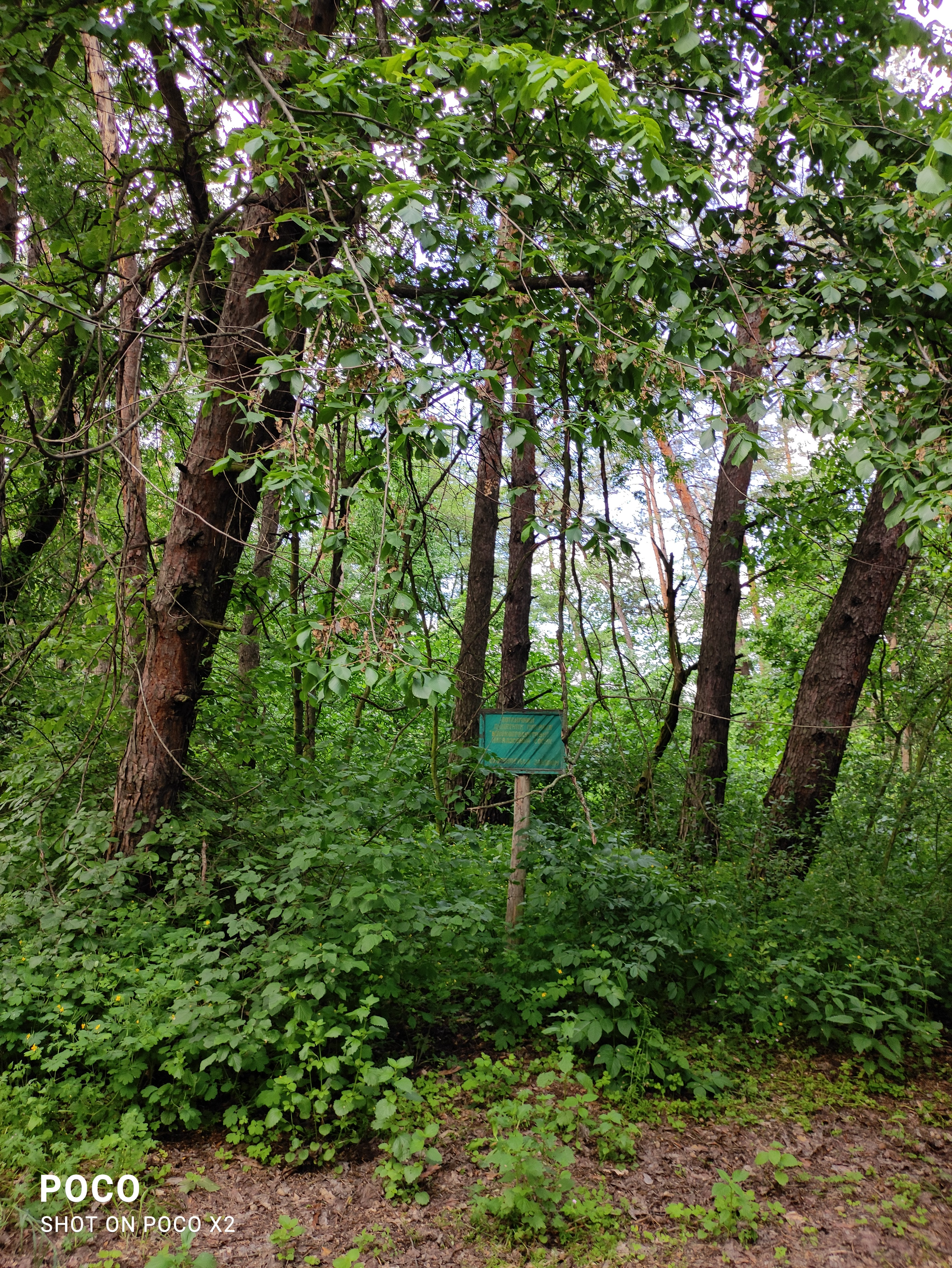
Високопродуктивні насадження сосни звичайної

Високопродуктивні насадження сосни звичайної — ботанічна пам'ятка природи місцевого значення. Пам'ятка природи, розташована поблизу села Кочережки Павлоградського району Дніпропетровської області.
Площа — 5,0 га, створено у 1977 році. При створенні об'єкт мав назву «Високопродуктивні 40-річні насадження сосни звичайної у Кочережківському лісництві кв.17, ділянка № 19», а поточну отримав Рішенням виконкому облради № 469, від 17.12.1990 року. Нумерація виділів у лісництві з моменту створення кількаразово змінювалась, і поточний номер виділу, де міститься пам'ятка — 14 (згідно з планом лісонасаджень, створеним Державним агентством лісових ресурсів України).